# Сий Клиф (Сан Франциско)
Сий Клиф (на английски: Sea Cliff, в превод Морска скала) е квартал на град Сан Франциско в щата Калифорния, САЩ. Кварталът е разпожен в северозападната част на Сан Франциско на Тихия океан. Известен е с големите си скъпи къщи и океански гледки. Някои от известните бивши и настоящи жители на квартала включват актьорите Робин Уилямс и Шарън Стоун, китаристите на Джеферсън Еърплейн Пол Кантнър и на Металика Кърк Хамет, и основателят на веригата магазини за облекло Гап Доналд Фишър. Градски съветник на квартала към 2011 г. е Марк Фаръл.